# 495 Eulalia
A 495 Eulalia (ideiglenes jelöléssel 1902 KG) a Naprendszer kisbolygóövében található aszteroida. Maximilian Franz Joseph Cornelius Wolf fedezte fel 1902. október 25-én.